# Vochysia rectiflora
Vochysia rectiflora är en tvåhjärtbladig växtart som beskrevs av Johannes Eugen ius Bülow Warming. Vochysia rectiflora ingår i släktet Vochysia och familjen Vochysiaceae. Utöver nominatformen finns också underarten V. r. glabrescens.